# Alvaro-Jaime d'Orleans-Borbó y Parodi-Delfino
Alvaro-Jaime de Orléans-Borbón y Parodi-Delfino és un noble italià, fill d'Álvaro de Orleans y Saxònia-Coburg i Gotha i Carla Parodi-Delfino
Es va casar amb Giovanna San Martino d'Agliè dei Marchesi di San Germano, neboda de Paola de Bèlgica, de qui es va divorciar, i amb qui va tenir tres fills: Pilar, Andrés i Alois d'Orleans-Borbó y San Martino d'Agliè, i es va tornar a casar, amb Antonella Rendina, amb qui va tenir una filla, Eulalia d'Orleans-Borbó y Rendina, fillola de Joan Carles I d'Espanya.
En els Papers de Panamà va publicar-se el seu entramat financer de societats offshore a les Illes Verges i les illes del Canal per realitzar operacions immobiliàries a la costa de la província de Cadis.

## Testaferro de Joan Carles I
El seu nom apareix com a testaferro de Joan Carles I d'Espanya, en qualitat de beneficiari de la fundació Zagatka, des de la que es van pagar despeses privades de Joan Carles, que també apareix com a beneficiari de la fundació.